# Comuna Salcia, Teleorman
Salcia este o comună în județul Teleorman, Muntenia, România, formată din satele Băneasa, Salcia (reședința) și Tudor Vladimirescu.

## Demografie
Componența etnică a comunei Salcia
     Români (92,24%)
     Romi (2,04%)
     Alte etnii (0%)
     Necunoscută (5,72%)
Componența confesională a comunei Salcia
     Ortodocși (91,04%)
     Adventiști (2,29%)
     Alte religii (0,75%)
     Necunoscută (5,92%)
Conform recensământului efectuat în 2021, populația comunei Salcia se ridică la 2.010 locuitori, în scădere față de recensământul anterior din 2011, când fuseseră înregistrați 2.659 de locuitori. Majoritatea locuitorilor sunt români (92,24%), cu o minoritate de romi (2,04%), iar pentru 5,72% nu se cunoaște apartenența etnică. Din punct de vedere confesional, majoritatea locuitorilor sunt ortodocși (91,04%), cu o minoritate de adventiști (2,29%), iar pentru 5,92% nu se cunoaște apartenența confesională.

## Istorie
Satul Tudor Vladimirescu a purtat inițial denumirea de Stănicuț, după numele unui cioban ce avusese aici o stână la momentul în care s-a format vatra satului. În anul 1905, autoritățile au atribuit satului numele căpitanului de panduri Tudor Vladimirescu.
La sfârșitul secolului al XIX-lea, comuna făcea parte din plasa Călmățuiul al județului Teleorman și era alcătuită doar din cătunele Salcia și Cuza Vodă cu o populație de 1706 de locuitori. În comună existau două școli mixte și o biserică. La acea vreme, în aceiași plasă funcționa și comuna Băneasa, care era alcătuită din cătunele Băneasa, Băduleasa, Iamandinul și Șipotele cu o populație de 1446 de locuitori. În comună existau două școli mixte, la Băneasa și la Băduleasa (cu 20 de elevi respectiv 15 elevi) și două biserici.
În Anuarul Socec din 1925, comuna Băneasa apare doar cu satul Băneasa, făcând parte din plasa Turnu Măgurele a aceluiași județ și cu o populație de 1033 de locuitori.  Comuna Salcia apare și ea tot în aceiași plasă, cu satele Salcia și Viorica și cu o populație de 1850 de locuitori.
În anul 1950, comuna a trecut în administrația raionului Turnu Măgurele al regiunii Teleorman, raion care, doi ani mai târziu, a fost inclus în regiunea București. În timp, satul Viorica a fost desființat, iar comuna a căpătat satul Tudor Vladimirescu.
În anul 1968, comuna a trecut la județul Teleorman, în structura actuală.

## Politică și administrație
Comuna Salcia este administrată de un primar și un consiliu local compus din 11 consilieri. Primarul, Marius Șună[*], de la Partidul Social Democrat, este în funcție din 2008. Începând cu alegerile locale din 2024, consiliul local are următoarea componență pe partide politice:
|  | Partid                          | Consilieri | Componența Consiliului | Componența Consiliului | Componența Consiliului | Componența Consiliului | Componența Consiliului | Componența Consiliului | Componența Consiliului |
|  | ------------------------------- | ---------- | ---------------------- | ---------------------- | ---------------------- | ---------------------- | ---------------------- | ---------------------- | ---------------------- |
|  | Partidul Social Democrat        | 7          |                        |                        |                        |                        |                        |                        |                        |
|  | Alianța pentru Unirea Românilor | 2          |                        |                        |                        |                        |                        |                        |                        |
|  | Uniunea Salvați România         | 1          |                        |                        |                        |                        |                        |                        |                        |
|  | Partidul Național Liberal       | 1          |                        |                        |                        |                        |                        |                        |                        |

## Monumente istorice
Zece monumente istorice pot fi găsite în comuna Salcia, toate găsindu-se în satul Băneasa, printre care: Conacul Lucian Bilidirescu, localizat lângă moară, în centrul localității și care datează din anul 1850, moara (localizându-se lângă Conacul Lucian Bilidrescu) și casa Mariei Guinea (pe Strada Principală, în centrul satului) - ambele datând din secolul al XIX-lea, ansamblul rural (localizându-se pe Strada Principală), școala veche (localizată în centrul localității), Casa cu prăvălie a lui Mihai Ionescu (localizat pe Strada Principală, lângă școală) și Casa lui Stanca Ciulacu (localizat pe Strada Principală) - toate cele trei monumente datând din anul 1900, Casa Florea Bundea, localizat în partea de nord a satului, care datează din anul 1920, Casa Niculescu care datează din anul 1904 (se găsește tot pe Strada Principală) și Casa Memorială "Zaharia Stancu" din comună (în curtea casei, ze află un bust al scriitorului, realizat de sculptorul plastic, și el tot născut în comună, membru al Uniunii Artiștilor Plastici, sculptorul Iulian Anghel).

## Personalități
- Zaharia Stancu (1902 - 1974), scriitor.